# Алея Слави (Одеса)
Алея Слави — меморіальний комплекс пам'яті захисників, партизанів та визволителів Одеси в роки німецько-радянської війни. Розташований у Центральному парку культури і відпочинку імені Тараса Шевченка.

## Опис меморіалу
Біля входу на Алею Слави містяться дві гранітні стели, від яких дві доріжки ведуть до пам'ятника Невідомому матросу. Ліва стела являє собою куб з червоного граніту на чорній плиті. На грані куба, повернутій до парку, викарбувано дати початку і закінчення війни: «1941» і «1945».
Права стела дугою обіймає частину площі перед алеєю. На стелі, на фоні морських хвиль, міститься бронзовий барельєф скорботної матері-Вітчизни зі словами: 
|  | «Своє безсмертя вам Батьківщина вручила, і не забуті ваші імена. Оригінальний текст (рос.) «Своё бессмертие вам Родина вручила, и не забыты ваши имена. |

В урочисті дні (День Перемоги, День визволення Одеси, День партизанської слави), а також у дні скорботи 22 червня (початок війни для СРСР), 5 серпня та 16 жовтня (дні початку та закінчення 73-денної оборони Одеси) велика кількість людей приходить на Алею Слави з вінками та квітами, щоб згадати про тих, кого поховано на Алеї Слави.

## Пам'ятник Невідомому матросу
У кінці Алеї Слави височить 21-метровий Пам'ятник Невідомому матросу з червоного граніту. Автори пам'ятника — архітектори Г. В. Топуз і П. В. Томілін; скульптор М. І. Нарузецький.
Урочисте відкриття пам'ятника відбулося 9 травня 1960 року — з нагоди 15-ї річниці Перемоги у війні.
З 1968 р. на Алеї Слави діяв комсомольсько-піонерський Пост № 1, біля якого несли почесну варту найкращі старшокласники міста Одеса.

## Список поховань
- Асташкін Михайло Єгорович
- Бойко Діонісій Парамонович
- Бреус Яків Георгійович
- Кондрашин Андрій Кузьмич
- Котов Григорій Петрович
- Краснов Микола Федорович
- Кудрявцев Ничипор Лаврентійович
- Куниця Семен Андрійович
- Маланов Олексій Олексійович
- Микрюков Віталій Васильович
- Молодцов Володимир Олександрович
- Потьомкін Геннадій Федорович
- Топольський Віталій Тимофійович
- Улітін Іван Семенович
- Чугунов Віктор Костянтинович
- Швигін Ілля Іванович
- Шилов Михайло Ілліч
- Яременко Євген Михайлович